# 燕雲十六州
燕雲十六州（えんうんじゅうろくしゅう）または幽雲十六州（ゆううんじゅうろくしゅう）は、10世紀の五代十国時代、モンゴル系契丹（キタイ、キタン）人王朝の遼（915年 - 1125年）が沙陀族王朝の後晋（936年 - 946年）より割譲されて新たに支配した16の州のこと。具体的には、936年に割譲された幽州・順州・檀州・儒州・薊州・瀛州・莫州・涿州・新州・嬀州・武州・蔚州・雲州・応州・寰州・朔州の計16州を指す。「燕」は燕京（幽州、現在の北京市）を中心とする河北省北部、「雲」は雲州（現在の大同市）を中心とする山西省北部を指し、万里の長城に近接する一帯である。

## 燕雲十六州の範囲
|    | 州            | 読み                      | 現在地 | 現行政単位     | 唐代統括者   | 位置       |
| -- | ------------- | ------------------------- | ------ | -------------- | ------------ | ---------- |
| 1  | 幽州 （燕京） | ゆうしゅう （えんきょう） | 大興区 | 北京市         | 燕幽薊節度使 | 太行山東南 |
| 2  | 順州          | じゅんしゅう              | 順義区 | 北京市         | 燕幽薊節度使 | 太行山東南 |
| 3  | 檀州          | だんしゅう                | 密雲区 | 北京市         | 燕幽薊節度使 | 太行山東南 |
| 4  | 儒州          | じゅしゅう                | 延慶区 | 北京市         | 燕幽薊節度使 | 太行山西北 |
| 5  | 薊州          | けいしゅう                | 薊州区 | 天津市         | 燕幽薊節度使 | 太行山東南 |
| 6  | 瀛州          | えいしゅう                | 河間市 | 河北省滄州市   | 燕幽薊節度使 | 太行山東南 |
| 7  | 莫州          | ばくしゅう                | 任丘市 | 河北省滄州市   | 燕幽薊節度使 | 太行山東南 |
| 8  | 涿州          | たくしゅう                | 涿州市 | 河北省保定市   | 燕幽薊節度使 | 太行山東南 |
| 9  | 新州          | しんしゅう                | 涿鹿県 | 河北省張家口市 | 燕幽薊節度使 | 太行山西北 |
| 10 | 嬀州          | きしゅう                  | 懐来県 | 河北省張家口市 | 燕幽薊節度使 | 太行山西北 |
| 11 | 武州          | ぶしゅう                  | 宣化区 | 河北省張家口市 | 燕幽薊節度使 | 太行山西北 |
| 12 | 蔚州          | うつしゅう                | 蔚県   | 河北省張家口市 | 河東節度使   | 太行山西北 |
| 13 | 雲州          | うんしゅう                | 雲州区 | 山西省大同市   | 河東節度使   | 太行山西北 |
| 14 | 応州          | おうしゅう                | 応県   | 山西省朔州市   | 河東節度使   | 太行山西北 |
| 15 | 寰州          | かんしゅう                | 朔城区 | 山西省朔州市   | 河東節度使   | 太行山西北 |
| 16 | 朔州          | さくしゅう                | 朔城区 | 山西省朔州市   | 河東節度使   | 太行山西北 |

広義の「燕」は、現在の北京市を中心とする幽・順・檀・儒・薊・瀛・莫・涿・新・嬀・武の11州、また、「雲」は現在の大同市を中心とする雲・応・寰・朔・蔚の5州であり、それを合わせた「燕雲（幽雲）」は万里の長城に近接する漢人の定住農耕地帯にあたり、都市をともなう地域である。「燕雲十六州」の名が使われ始めたのは北宋の徽宗（在位:1100年 - 1126年）の時期からであり、それまでは「燕代」「幽薊」「幽燕」など様々に称されていた。また、太行山東南の7州を「山前七州」、西北の9州を「山後九州」と呼ぶことがあった。なお、十六州の東側に位置し、渤海湾に臨む平州・営州・灤州は十六州獲得以前から遼の領土となっていたが、宋の人びとが考える「燕雲」のなかには、これらの地域も含まれていた。

## 燕雲十六州の成立
933年、沙陀族（チュルク系）の建てた後唐の明宗（李嗣源、在位:926年 - 933年）の死後、後唐の河東節度使であった石敬瑭が晋陽（太原府）で挙兵した。明宗の腹心で北面駐屯軍団の長であった石敬瑭は皇帝李従珂とは険悪な仲で、ライバル関係にあった。李従珂からすれば強大な軍事力をもつ石敬瑭は邪魔な存在であり、石敬瑭から李従珂の軍と独力で戦うのは厳しく、仮に契丹と連合して挟撃されれば自身が破滅する怖れもあった。石敬瑭は背に腹は代えられない状況にあった。936年、目的のために手段を選ばない石敬瑭は、後唐政府軍によって包囲されると、契丹（キタイ、モンゴル系）の耶律堯骨（太宗、在位:927年 - 947年）に雁門関以北の諸州（燕雲十六州）の割譲などを条件に援助を求めた。耶律堯骨は、援助の見返りとして石敬瑭の契丹への臣従、歳貢、燕雲十六州の割譲を要求し、石敬瑭がこの条件を受諾すると堯骨はただちに5万の騎兵をひきいて南下し、後唐の晋陽攻囲軍を壊滅させて、窮地に陥っていた石敬瑭を救援した。石敬瑭は契丹の庇護の下で即位し、後晋を建国し、さらに契丹軍の力を借りて後唐の都洛陽を占領して後唐を滅ぼした。
石敬瑭は堯骨との約束を守って契丹に臣礼をとったが、甥の第2代皇帝石重貴（少帝、出帝）は楚軍の大将で後晋の宰相となった景延広の言に動かされて契丹への臣礼を廃し、絹の歳幣も支払わず、これに叛いた。そこで堯骨は、3度にわたって出兵して後晋を討ち、946年には石重貴を捕虜として後晋を滅亡させ、一時的にではあるが華北全域を支配して、「契丹」の国号を「大遼」に改めた。十六州の割譲により、遼（契丹）は万里の長城より南に初めて領土を獲得した。また雲州を西京と称して副都となし、官吏に漢人士大夫を登用した。
遼では、その後、名君として知られる聖宗（耶律文殊奴、在位:982年 - 1031年）によって国家体制が整えられ、新領土である燕雲十六州を従来の中華王朝と同様の制度によって統治して遊牧民が卓越する社会とは異なる体制をしいた（詳細は後述）。

## 征服王朝と十六州

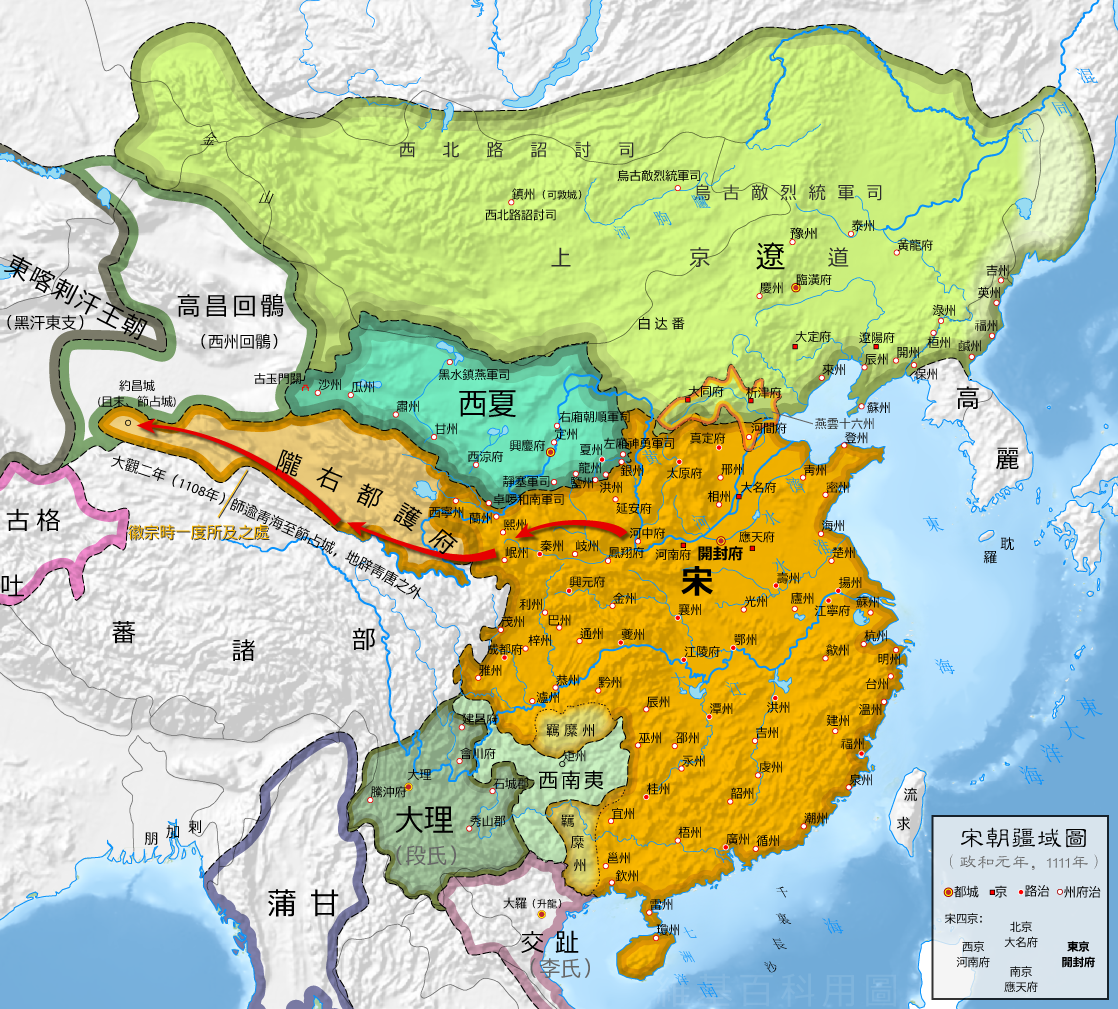
1111年の遼と北宋
----
赤い細実線で囲まれたところが燕雲十六州

遼の燕雲十六州獲得以前も、遊牧民系統の支配者層が中華世界を統治する王朝を打ち立てたことは数多くあった。たとえば、南北朝時代に鮮卑の拓跋氏の建てた北魏とこれに前後して華北を支配した諸政権は異民族王朝が続いた。また、隋も唐も、王朝の始祖は西魏に仕えた軍人であり、鮮卑人もしくは鮮卑化した漢人であった。五代にあっては、後唐・後晋・後漢は沙陀族の王朝で、後梁・後周は漢民族の王朝であったが、これらの天子はいずれもほとんどが節度使の出身であった。また、後漢の残党が建てた北漢も沙陀による建国で、後周の建国者である郭威も後漢の武将であるところから、必ずしも純粋な漢族王朝とはいえない。さらには趙匡胤も後周の重臣であったから、後梁をのぞく五代・宋の諸王朝はいずれも沙陀ないし沙陀系の王朝といっても言い過ぎではない。
しかし、北アジア遊牧社会に基盤を置く王朝が、北方の版図と遊牧経済、遊牧国家固有の統治制度を維持しつつ、一方で都市をともない、定住農耕経済の中華世界を支配したのは遼の燕雲十六州獲得に始まり、このような王朝を「征服王朝」と称することがある。対して、それ以前の遊牧民系統の支配者層を戴く王朝を「浸透王朝」、ないし「胡族国家」などと称する。
五代の沙陀チュルク人の軍閥系諸王朝や後続する宋朝は自政権を「中華王朝」とみなし、北方遊牧国家を蛮族（北狄）とみなしてきたが、そうした相手に領土を割譲することは屈辱的なことであり、この地の奪回こそが後晋以後の「中華王朝」の懸案事項であり、悲願となった。この地はまた、長城に南接する軍事上の要地であり、十六州の喪失により、以降200年近く華北の北方防御はきわめて困難となり、国土防衛上重大な欠陥となった。一方、遼や金が万里の長城を容易に越えられたのも、この地を支配したからであり、十六州は彼らにとっては中国内地を窺う上での重要な拠点となった。燕雲十六州は、瀛州・莫州から塩を入手しやすいという長所があり、それにもまして、契丹からすれば大きな意味をもっていた。これは、後続する女真国家の金にとっても同じであった。華北を支配した諸王朝はその後、何度かこの地域の奪回を試みた（詳細後述）。
遼の支配層である契丹人にとって燕雲十六州の領有は、遊牧国家の制度を維持しつつ中華世界を統治する能力を鍛える場となった。遼を滅ぼして北方を支配した金は、森林地帯を中心に狩猟・採集・農耕・牧畜を営む女真（ジュシェン）人によって建てられた国家であった。金は遊牧国家ではなかったものの、華北全域を支配し、契丹王族を政権内に抱え込むことで中華世界を統治する経験を引き継ぎ、契丹文字から影響を受けた女真文字を民族固有の文字体系として整備した。金は、やがて北宋を滅ぼして華北一帯を領する大帝国に成長する。遼・金の両朝で蓄積された農業地帯・農耕民統治の経験は、次代に勃興するモンゴル帝国に引き継がれ、遊牧世界と農耕地帯を安定して包摂する大帝国の建設へとつながった。

## 歴史

### 契丹（遼）の十六州支配

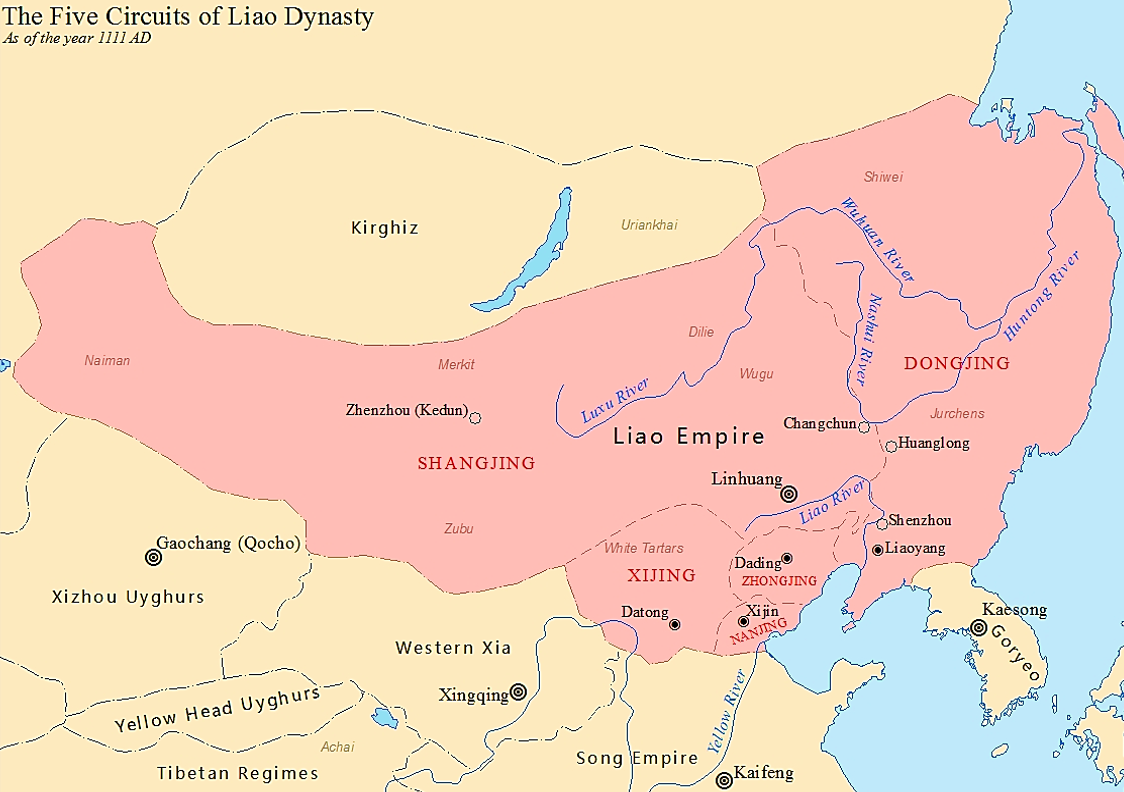
遼の5地域区分
----
SHANGJING:上京（じょうけい）、ZHONGJING:中京（ちゅうけい）、DONGJING:東京（とうけい）、XIJING:西京（さいけい）、NANJING:南京（なんけい）の各道

遼の国土は上京道・中京道・東京道・西京道・南京道の5地域に区分され、それぞれに中心都市が置かれていた。遼の五京である。
- 上京臨潢府（現在の内モンゴル自治区赤峰市バイリン左旗南波羅城）
- 中京大定府（現在の内モンゴル自治区赤峰市寧城県）
- 東京遼陽府（現在の遼寧省遼陽市）
- 西京大同府（現在の大同市）
- 南京析津府（燕京：現在の北京市）

5地域（五道）の上京臨潢府は遼国全土の首都として大興安嶺山脈の麓に置かれていた。方々に所在し、人の本拠地である。東京道はかつての渤海の領域であり、ツングース系の女真（ジュシェン）人の地、マンチュリア（満洲）に相当する。西京道は、かつての沙陀チュルク人の中心地から内モンゴルにかけての地域で、燕雲十六州の西側一帯を含んでおり、その西南はチベット系のタングート（西夏）に接する。南京道は漢人が最も多く住んでいる地域である。燕京は辺境の軍事拠点から副都へと変貌を遂げたが、副都とはいえ遼の五京のなかでは最大の都市であった。
契丹は五京を設けたものの、皇帝自身は都市に住まず、春・夏・秋・冬と、季節に応じたキャンプ地（ナパ）を移動した。これは、13世紀に成立したモンゴル帝国の君主も同じであった。
草原地域と農耕社会を併せて支配する征服王朝にとって、統治組織の二重性は避けがたいものであった。936年以降、燕雲十六州を新たに支配することになった遼では、北方の人口希薄な契丹族を中心とする遊牧社会は北面官が管轄し、南方の人口稠密な漢人・高麗人などの農耕民の社会に対しては、軍政を北面官の担当とする一方、民政については別に南面官を設け、これによって統治させるという二重統治体制を採用した。また、法令自体も二元的なものであった。
北面官制は北南宰相府を最高官府として、その下に北枢密院・南枢密院・敵烈麻都司・北南二王院・夷離畢院・宣徽院が置かれ、それぞれ六部の兵部・吏部・礼部・戸部・刑部・工部に対応しており、中国官制を参照したとはいえ契丹の独自性が濃厚であり、征服王朝ならでは特色を有している。遼は、遊牧社会に対してはこれらの官庁の下、人民を四大帳族・太祖二十部・聖宗二十四部などの部族制度に編成した。これに対し、南面官では南枢密院の下に隋唐にならった三省六部の組織を設け、州県制によって農耕民を統治した。ただし、令外の官である枢密院が軍政を管掌し、時に政府を兼ねる権限をもつなど、実態としては盛唐期の律令官制ではなく唐末から五代にかけての官制であり、また、三省鼎立とはいうものの、中書省や門下省は副次的な意味しか持たなかった。また、東京・中京・南京には別に宰相府が設けられるなど、南面官制においても契丹の独自性がみられた。
ただし、燕雲十六州のみが契丹にとって農耕地域であったわけでは決してない。長城外の遼寧地域はもとより、上京道の契丹（キタイ）の本地にも農耕地帯が存在していたのであり、燕雲十六州も含めて相当な部分が農牧複合の地域であった。遼では遼寧地域にも州県を付置した。また、草地においては部族－石烈－弥里という階層構造をともなう行政区画がみられるが、これは、部族－氏族－支族の内容で置き換えることが可能であり、かつ、州県制における州－県－郷の構成に対応しているとみることが可能である。契丹は、草原と中華の双方のシステムを統合する新しい国家のかたちを追求し、それを編み出したということができる。

### 十六州をめぐる攻防

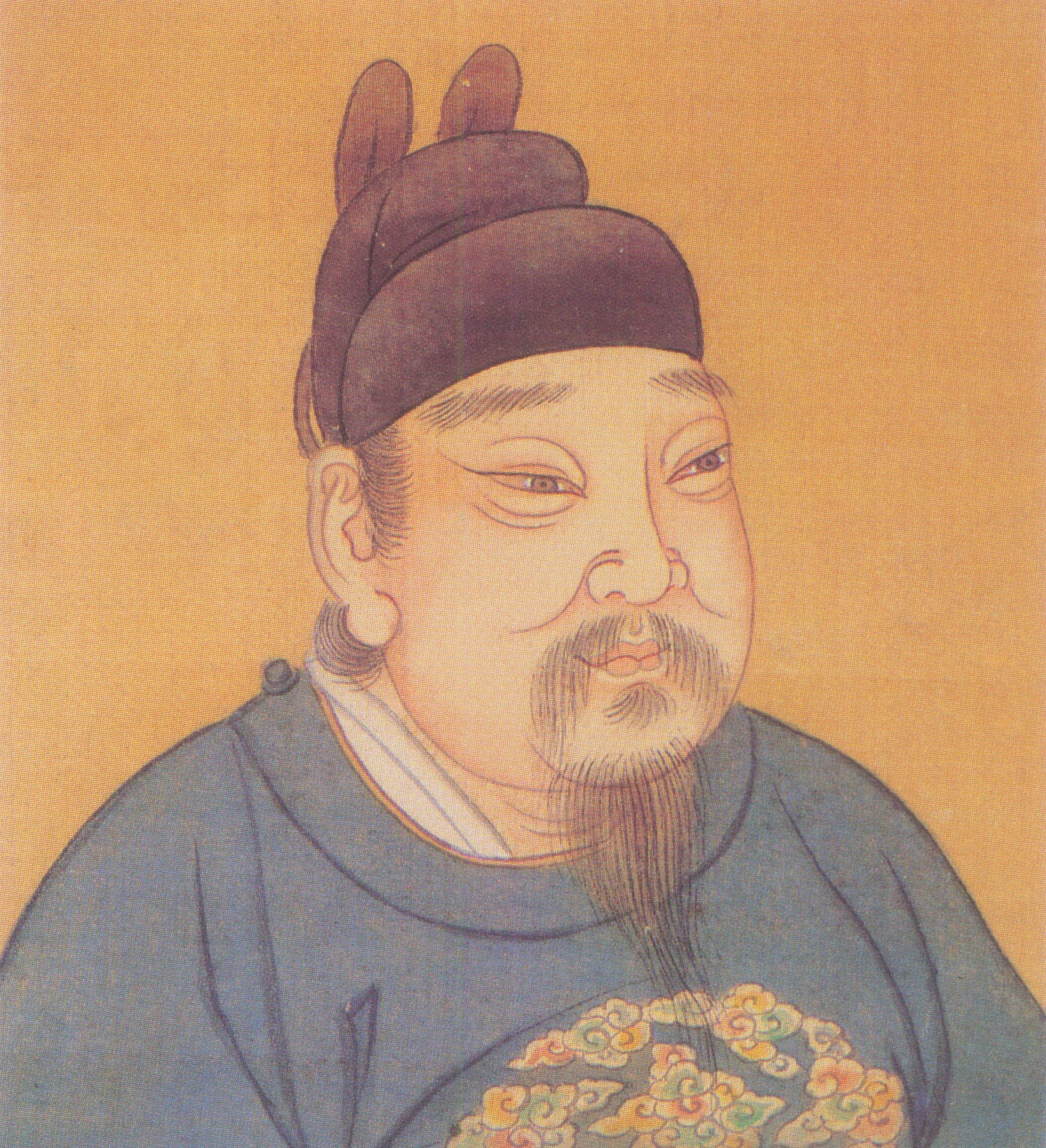
五代随一の名君、後周の世宗柴栄

五代きっての名君として知られ、東洋史の泰斗内藤湖南が「天才」と呼んだ後周の第2代柴栄（世宗、在位:954年 - 959年）は天下一統の歩みを着実に進め、劉崇の建てた北漢と対峙する一方、燕雲十六州の奪還を目指し、959年には遼と戦って十六州南部の莫州と瀛州の2州を占領した。柴栄はさらに契丹の設置した寧辺軍をも占領した。これをあわせて「関南」三州十七県という。しかし、柴栄は志半ばにして死去したため、後周軍は南に撤退し、完全に奪還することができなかった。柴栄の子の柴宗訓が即位し後周第3代皇帝となった（恭帝）が、わずか6歳の幼帝であり、これを好機とみた北漢は軍勢を差し向けて後周を攻撃した。この戦争の中で後周の近衛将校であった趙匡胤が軍士たちより冊立され、戦後の960年、恭帝より正式に禅譲を受けた。宋朝の始まりである。その後、劉崇の子孫が王位を継承した北漢は、常に遼（契丹）の支援を受けて北宋に対抗していたが、太祖趙匡胤（在位:960年 - 976年）は与しやすい南方諸王朝の攻略に力を傾注した。軍事・行政・財政の諸権を節度使から取り上げて、皇帝独裁体制を確立した趙匡胤は、後蜀を滅ぼし、南漢・南唐をも併せて南方諸国をほぼ征服したものの、北漢のみは屈服させることができなかった。北漢を併合するのは宋朝第2代皇帝の太宗趙匡義（在位:976年 - 997年）の979年に至ってのことである。これにより、唐滅亡以来分裂していた中国内地は、燕雲十六州（厳密には莫州と瀛州を除く14州）を除いて、ひとまず統一された。
宋王朝にとっても、上述した諸事由により、燕雲十六州の奪還は宿願であり、国家的課題であった。中華世界の統一をめざす立場からは、十六州を失ったままの状態でいることは画竜点睛を欠いていた。太宗趙匡義は北漢を滅ぼした勢威に乗じて契丹軍と戦い、易州と涿州を獲得し、さらに幽州を囲んだが、契丹はただちに援軍を派遣した。宋軍は北京北西の高梁河において耶律斜軫・耶律休哥の軍に敗れて開封府に撤退した。以後、燕雲十六州をめぐる宋・契丹両軍の攻防は十余年にわたった。耶律文殊奴がわずか12歳で遼皇帝に即位した982年、太宗は2度にわたって大軍による北方遠征を敢行したが、いずれも失敗した。太宗の宿願はかなうことなく、燕雲地区の奪還は成らずして宋による中華統一は未完に終わった。契丹は984年には易州を奪い返し、北宋側は986年の大敗以降、従来の積極策から徹底的な防御策に転じた。契丹はその後もしばしば北宋領内に侵攻したが、北宋側では城塞に立て籠もって防御する「堅壁清野」の策でしのぎ、基本的には国境をはさんで宋・契丹が互いに睨みあう形勢が続いた。一方、当時、契丹の東方では渤海国の残党が鴨緑江・佟佳江流域に定安を建て、朝鮮半島の再統一を果たしていた高麗とともに宋に通じていた。そのため、契丹（遼）は全力で宋にあたることができず、聖帝耶律文殊奴は994年に定安国を征し、高麗国を屈服させて属国とした。宋側では、西北辺に勃興したタングート族（チベット系）のため、契丹への攻勢が阻まれていた。折しも、聖宗はタングートの李継遷を援助し、彼は契丹の封冊を受けて同盟を結んだ。これは契丹の南侵を徐々に本格化させる動機となった。

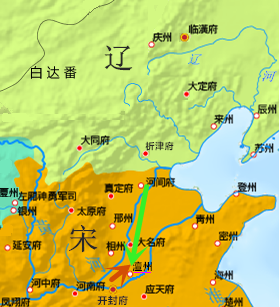
1004年の契丹・北宋両軍の動き（「澶淵の盟」）

1004年、北宋が辺防部隊の一部を西に振り向けたのを機に、聖宗文殊奴とその母の承天皇太后に率いられた契丹の大軍が、北宋領内に大挙侵攻した。これにより、双方睨み合いの情勢は突如一変した。数度の侵攻により、遼は北宋側の辺防の様子を知悉していた。契丹軍は、北宋側が強固に守備していた河北北辺の要地は捨て置き、華北平原を長駆南進する作戦を採った。契丹は2カ月あまりの行軍ののち、黄河の渡船場のある澶州（州治は濮陽県）に達した。ここを突破するとその南の宋都開封までおよそ100キロメートルという距離であった。この報に、第3代真宗趙恒をいただく宋の朝廷は恐慌状態となって首都南遷の議論が起こり、大勢は参知政事の王欽若らの南遷論に傾きつつあった。しかし、宰相の寇準は王欽若を地方官に追い出したうえで、しぶる真宗を叱咤激励し、断固親征して契丹の軍に対峙すべきとの論を展開した。真宗は最終的に寇準の意見を採用して自ら軍を率い、開封を出立して澶州に達し、黄河を渡った。ここで真宗が契丹に講和を申し入れると、契丹の側でも摂政の承天皇太后が戦争の長期化を憂慮し、和平こそが最善策との決断を下した。
こうして、北宋と契丹の間で和平交渉が進められ、その結果、宋側は、契丹から要求のあった後周の世宗が奪った関南三州の割譲は拒否したものの、毎年銀10万両と絹20万匹を契丹側に支払うことを認め、和議が妥結された。史上名高い「澶淵の盟」であり、国境を確定し、恒久的に平和を維持するための規定が詳細に定められ、その主眼は戦争抑止に置かれていた。「澶淵の盟」は当時の国家であった契丹（遼）と文化的にはのちに世界最高水準をきずく国家となる宋が、対等の立場で結んだ画期的な国際条約であった。以後、遼（契丹）と北宋の間では100年以上にわたって平和が保たれた。
こののち、李元昊（李継遷の孫）の建てたタングート王朝西夏が1040年に北宋攻撃を開始し、三川口の戦い（1040年）・好水川の戦い（1041年）・定川寨の戦い（1042年）において勝利し、北宋軍に大打撃を与えた。北宋朝廷はこの連戦連敗に深刻な危機感をいだく一方、西夏も国力を消耗しており、両国では講和の道が模索された。このとき、両国間に介入したのが聖宗の長男で遼の第7代皇帝興宗（耶律只骨、在位:1031年 - 1055年）であった。彼は定川寨の戦いに先立つ1041年冬、北宋の苦境に乗じて燕京周辺の国境地帯に軍隊を集中させて示威活動におよび、そのうえで翌年、仁宗をいただく北宋朝廷に使者を派遣して西夏攻撃を詰問し、「澶淵の盟」締結に至る交渉時の要求を再び持ち出して関南三州の返還を求めた。領土を割譲したくない宋は、「澶淵の盟」で定められた歳幣に10万ずつを加算することで妥協した。

### 金の覇権と燕京遷都
マンチュリア（中国東北部）にあって、約200年にわたって契丹人支配の下にあったツングース系の女真（ジュシェン）人のなかから完顔氏が興り、1113年、会寧（現在の黒竜江省ハルビン市阿城区白城）を拠点とする生女真の首長であった阿骨打（アクダ）が熟女真をも臣伏させて遼に対して反乱を起こし、1114年の寧江の戦いに勝利してさらに勢力を拡大した。1115年には遼から独立して按出虎（アルチュフ）水の河畔で即位し、「大金」を国号としてみずから初代皇帝（太祖、在位:1115年 - 1123年）となり、元号を「収国」に定めた。ジュシェン国家、金の成立である。当時の遼の皇帝は、聖宗の玄孫（聖宗の孫の第8代道宗の孫）にあたる第9代天祚帝耶律阿果であった。アクダの軍が、契丹の熟女真支配の拠点となっていた黄龍府（現在の吉林省農安県）を攻めると、天祚帝はみずから数十万と号する兵を率いて遠征したが、アクダ軍の大勝利に終わった。1116年、アクダ率いる女真軍は、東京遼陽府（現在の遼寧省遼陽市）も陥落させて遼東地方を支配下に収めた。遼の権威は地に墜ち、契丹はアクダに講和を申し入れた。
一方、アクダの快進撃の報に接した宋の徽宗（在位:1100年 - 1125年）は失地回復することを図り、1118年、海上より使者を送って遼東半島を経て按出虎水の河畔に至らせ、宋と金で遼を挟み撃ちにすることをもちかけた。アクダはいったん留保したが、契丹との講和交渉が進まないなか、最終的には宋の提案に乗ることとし、1120年に北宋との間で「海上の盟」と称される盟約を結んだ。条件は、従来宋が遼に支払ってきた歳幣（絹30万匹、銀20万両）を金にまわすこと、金は戦闘において万里長城よりも南に越えないこと、金・宋同盟が成ったのちは金・遼講和を進めないことの3点であった。さらに宋側から追加された条件は燕雲十六州に関してであり、それは、燕京（現在の北京市）については宋が攻めるが、雲州の攻撃は金が担当すること、ただし、占領後は宋に引き渡してほしいというものであった。アクダは、あまりに都合のよい宋の申し出に反駁し、宋もそれに答えられない状況が続いたが、結局は約束通り、雲州を制圧して天祚帝耶律阿果を陰山山脈方面（当時は西夏の領域）に敗走させた。一方の宋は南方で方臘の乱が起こったため、これの一部の用意のために攻撃が遅れ、あらかた金が陥落させていた。しかも宋は、契丹最後の砦としてのこした耶律淳らの守る燕京守備軍に敗北を喫したため、提示した条件を反故した。
結局、略奪されて空城となり陥落させた燕京（幽州）のほか6州（順州・檀州・薊州・涿州・易州、ならびに契丹創設になる景州）を宋に割譲し、代償として大量の銭と糧食を得ることとなった。また、金にとっての反乱者張覚と通じ、彼を匿うなどの背信行為を繰り返した。宋は金から十六州の一部を引き渡されて約200年ぶりに失地を回復することができたが、周辺諸民族を見下す華夷意識から一時しのぎの詐術や懐柔をともなう外交を展開し、このとき金に対して十分な歳幣を贈らなかったために宋・金関係の悪化を招いてしまった。

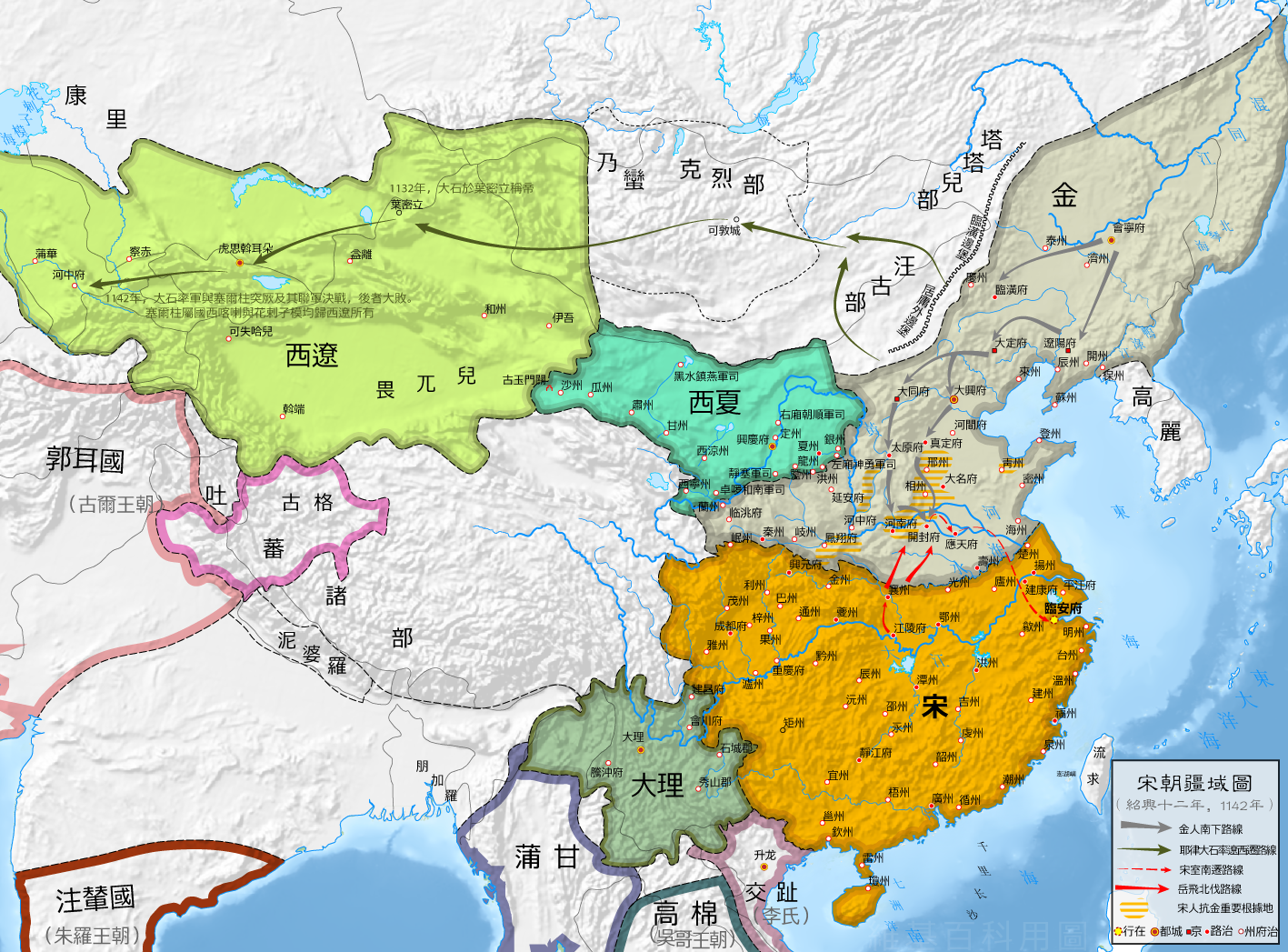
1142年の金と南宋

アクダの死後、皇位を継承した弟の太宗呉乞買（ウキマイ、在位:1123年 - 1135年）は、1125年に天祚帝を捕縛して後顧の憂いを断ち、アクダの子の斡離不（オリブ、完顔宗望）や一族の粘没喝（ネメガ、完顔宗翰）らの建言にもとづき北宋の盟約違反を問責して南伐の命令を下し、宋金戦争が始まった。金軍は二手に分かれ、うちオリブの軍は燕山（燕京）を陥落させ、さらに進んで首都の開封を包囲した。北宋朝廷では、「風流天子」として知られる徽宗が皇太子に譲位し、いったんは莫大な賠償金支払いと中山府・河間府・太原府などの割譲を条件に和議が成立した。金軍は燕京に退却したが、宋がこの講和条件を履行しなかったので講和はすぐに決裂し、再び南伐軍が派遣された。太原を陥落させたネメガ軍は河北を南下したオリブ軍と合流して開封を攻め落とし、上皇徽宗・皇帝欽宗（在位:1125年 - 1127年）の父子以下、北宋朝廷の約3,000名前を捕縛して北の満洲の地に連行した（靖康の変）。北宋はここに滅亡した。宋朝は欽宗の弟の高宗によってのちに再建される（南宋）が、華北の支配を失い、燕雲十六州はすべて金の領有するところとなった。燕京において金は、中国式の官制を採用し、遼と同じような一国二制度を取り入れた。燕京に置かれた軍事を統括する元帥府、および行政をつかさどる行台尚書省には長官に女真人、副官に漢人豪族を置くかたちの連合統治がなされた。金の統治下では、十六州に住む漢民族は「漢人」もしくは「北人」と呼ばれ、靖康の変後に金の版図に加えられた北宋領の漢民族（「南人」）とは区別された。
1149年、金の第3代皇帝熙宗（在位:1135年 - 1149年）の従弟にあたる迪古乃（テクナイ）は、宗室の者と共謀して皇帝を殺害、帝位を簒奪して海陵王（在位:1149年 - 1161年）となった。海陵王は、宗室や有力者を大量に殺害して独裁権を確立し、三省のうち門下省と中書省を廃止して政務執行機関を尚書省のみとし、また、地方行政組織の改革に着手して中央の官僚を「節度使」と称し、これを路（州・県より上の地方行政単位）に派遣して長官とすることで中央集権的国家を完成させた。また、海陵王は1153年、都を会寧から燕京（中都大興府）に遷都して改造した。海陵王の燕京遷都は、彼が漢人の文明に心酔し、また、彼の理想が中国的な専制国家の完成にあったということも理由として掲げられるが、当時の経済事情もこれにあずかっていた。莫大な人口をもち、南宋との経済関係が密接な華北の統治を、中原から遠く離れた会寧で統制するのはもはや困難になっていた。燕雲十六州の一画に王朝の首都が置かれることになって、「征服王朝」の中身もまた変化した。燕京は、中原でもなく、自分たちの故郷でもない、金朝の占領地のほぼ中央に位置し、南は開封を経て南宋に通じ、西は大同を経て西夏に通じ、北東は女真の本拠マンチュリアへと通じる交通の要地であった。海陵王の死後、満洲の女真豪族層を基盤とし、遼陽の貴族勢力に擁立されて即位し、即位後は女真至上主義を掲げて女真復興の諸策を講じた世宗（在位:1161年 - 1189年）もまた、燕京（中都大興府）を首都とし、基本的にはそこで政務を執った。記録によれば、金の中都は戸数22万戸を数えたという。

### その後の推移

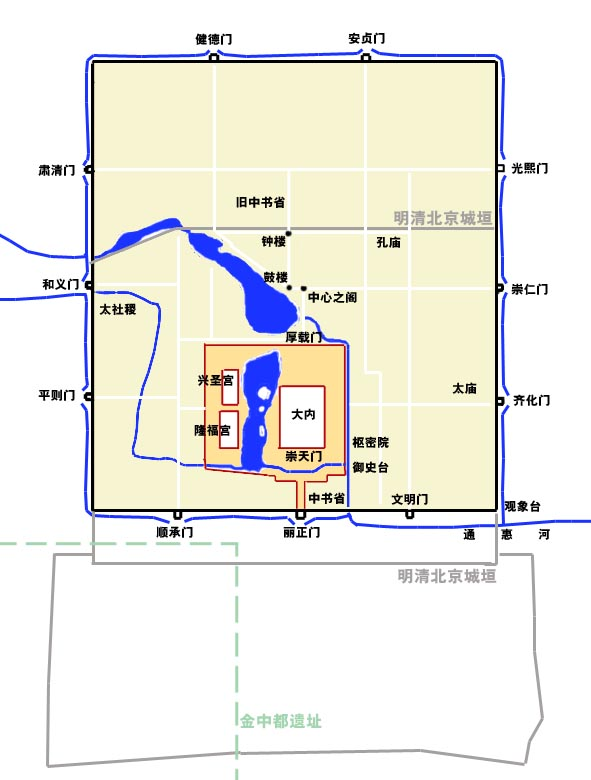
元の大都

金の中都大興府は1215年にモンゴル帝国（大モンゴル・ウルス）によって奪われ、かつての燕雲十六州もモンゴルの支配下に入った。チンギス・カンの孫で1260年に即位したクビライ（在位:1260年 - 1294年）は、はじめて中国風の元号「中統」を立て、1266年以降、中都大興府の北東に中国式の方形様式を取り入れた冬の都（冬営地）として「大都」を築いた。クビライは即位以前からの根拠地の開平府（現在の内モンゴル自治区シリンゴル盟正藍旗南部）を「上都」に格上げして夏の都（夏営地）とし、両都にそれぞれ3カ月ずつ滞在するものの、それ以外は遊牧民の風習を固く維持して、毎年両都の間約350キロメートルの距離を季節移動した。この移動ルートがいわば「首都圏」であった。大都の建設と移動生活の継続は、クビライがモンゴル高原の遊牧軍事力に加えて中国内地の農業生産力を取り込もうとした結果だったとみることができる。クビライは1264年に「至元」と改元し、1271年には国号を「大元」に改めた。元号「至元」と国号「大元」に含まれる「元」の文字には、天、ないし天地万物の根源という意味があり、中華伝統の「天」の意味のほか北方民族固有の天（テングリ）の意も内包し、さらに「大」という概念も含まれていた。「大元」「大都」における「大」にもまた「天」の意味が宿り、モンゴルによる天下統一、さらに天朝の都「大都」という思想が込められていた。さらに、従来の中華王朝の国号が初めて興起した土地の名や封ぜられた爵邑の名にもとづく命名であり、特定の集団・地域・民族を代表する性格を持たされるものだったのに対し、「大元」はそれに一線を画し、理念的にして抽象的、かつ国号としては普遍性と公平さを追求するものであった。このような命名法は、後続する明と清にも引き継がれる。また、元・明・清の正式な国号はそれぞれ「大元」「大明」「大清」であり、そこにおける「大」は単なる尊称ではなかった。ここにおける「大」は、領域の広大さや領域内の住民の多民族性を含意していたのである。クビライは1268年以降本格的な南宋攻撃を開始し、南宋が名実ともに滅んだのは1279年のことであった。契丹の燕雲十六州の占領以降、延々と続いてきた南北対峙の状況はここに終わりを告げた。
燕雲十六州が再び漢民族の手に戻ったのは、1368年、徐達と常遇春が率いる明の北伐軍が大都を攻略し、モンゴル勢力を北に追いやった時のことであった。後晋の契丹への割譲からは430年の歳月が経過していた。明朝は朱元璋による建国当初、首都を江南の応天府に置いた。江南に首都を置いた政権は明以前にもあったが、それはいずれも中国の南半を支配するにとどまっており、長江以南に都を置き、なおかつ黄河流域まで含む版図を有する王朝は明が初めてであった。洪武帝朱元璋（在位:1368年 - 1398年）は各地に息子を分封して新帝国の防備にあたらせたが、特に重視したのは北方の長城線であった。北平府（北京）を本拠にしていた燕王朱棣（朱元璋の四男）は、自身の甥にあたる第2代皇帝建文帝（在位:1398年 - 1402年）が削藩の方針を打ち出すとこれに抵抗し、君側の悪を清める名目で挙兵した（靖難の変）。当時の北平府は、モンゴル人・女真人・西域の人びとの雑居する国際都市であり、そこに育った朱棣は国際感覚にすぐれた人物であった。朱棣が南京の政府軍に勝利して第3代皇帝永楽帝（在位:1402年 - 1424年）として即位すると、彼はみずからの根拠地にしばしば長期滞在し、北京で政務をとり、1421年、正式に北京に遷都した。
17世紀に明朝が滅びると、燕雲十六州は再び女真人（満洲人）王朝の清（大清）が支配するところとなった。清の順治帝（在位:1643年 - 1661年）が山海関を越えて北京に入城したのが1644年5月のことであり、彼は前年に即位していたが、改めて北京でも即位式をあげて明の後継者たる正統な中国王朝であることをうったえた。そして、中国内地を支配するにあたっては北京に首都を置いた。燕雲十六州は、結果として20世紀初頭の辛亥革命まで非漢民族による支配が継続した。